# Australische Cricket-Nationalmannschaft in den West Indies in der Saison 2003
Die Tour des West Indies Cricket Teams nach Australien in der Saison 2003 fand vom 10. April bis zum 1. Juni 2003 statt. Die internationale Cricket-Tour war Bestandteil der Internationalen Cricket-Saison 2003 und umfasste vier Tests und sieben ODIs. Australien gewann die Test-Serie 3–1 und die ODI-Serie 4–3.

## Vorgeschichte
Für beide Mannschaften war es die erste Tour der Saison.
Das letzte Aufeinandertreffen der beiden Mannschaften bei einer Tour fand in der Saison 2000/01 in Australien statt.

## Stadien
Die folgenden Stadien wurden für die Tour als Austragungsort vorgesehen.
| Stadt         | Land                | Stadion                   | Kapazität | Spiele               |
| ------------- | ------------------- | ------------------------- | --------- | -------------------- |
| Bridgetown    | Barbados            | Kensington Oval           | 11.000    | 3. Test              |
| Georgetown    | Guyana              | Bourda Cricket Ground     | 25.000    | 1. Test              |
| Gros Islet    | Saint Lucia         | Beausejour Stadium        | 20.000    | 3. ODI               |
| Kingston      | Jamaika             | Sabina Park               | 20.000    | 1. & 2. ODI          |
| Port of Spain | Trinidad und Tobago | Queen’s Park Oval         | 25.000    | 2. Test; 4. & 5. ODI |
| St. George’s  | Grenada             | Grenada National Stadium  | 20.000    | 6. & 7. ODI          |
| St. John’s    | Antigua und Barbuda | Antigua Recreation Ground | 12.000    | 4. Test              |

## Kaderlisten
Australien benannte seinen Test-Kader am 17. März und seinen ODI-Kader am 18. April 2003.
Die West Indies benannten ihren Test-Kader am 6. April und ihren ODI-Kader am 8. Mai 2003.
| Test | Test | ODI | ODI |
| West Indies | Australien | West Indies | Australien |
| --- | --- | --- | --- |
| - Brian Lara (K) - Omari Banks - Carlton Baugh (wk) - David Bernard - Tino Best - Shiv Chanderpaul - Pedro Collins - Mervyn Dillon - Vasbert Drakes - Daren Ganga - Chris Gayle - Wavell Hinds - Ridley Jacobs (wk) - Jermaine Lawson - Marlon Samuels - Ramnaresh Sarwan - Devon Smith | - Steve Waugh (K) - Andy Bichel - Adam Gilchrist (wk) - Jason Gillespie - Matthew Hayden - Brad Hogg - Justin Langer - Brett Lee - Darren Lehmann - Martin Love - Stuart MacGill - Glenn McGrath - Ricky Ponting | - Brian Lara (K) - Omari Banks - Carlton Baugh (wk) - David Bernard - Corey Collymore - Mervyn Dillon - Vasbert Drakes - Chris Gayle - Wavell Hinds - Ryan Hurley - Ridley Jacobs - Ricardo Powell - Marlon Samuels - Ramnaresh Sarwan - Devon Smith | - Ricky Ponting (K) - Michael Bevan - Andy Bichel - Michael Clarke - Adam Gilchrist (wk) - Jason Gillespie - Ian Harvey - Nathan Hauritz - Matthew Hayden - Brad Hogg - Brett Lee - Darren Lehmann - Glenn McGrath - Jimmy Maher (wk) - Andrew Symonds |

## Tour Matches
| 26. – 28. April Scorecard | Bridgetown (TWO) | University of West Indies VC's XI 290 (71) & 162 (37) | – | Australians 358-6d (91.3) & 95-4 (21.2) |
|                           |                  | Australians gewinnt mit 6 Wickets                     |   |                                         |

## Tests

### Erster Test in Georgetown
| 10. – 13. April Scorecard | Georgetown | West Indies 237 (50.3) & 398 (105.2) | – | Australien 489 (115.1) & 147-1 (42.1) |
|                           |            | Australien gewinnt mit 9 Wickets     |   |                                       |

### Zweiter Test in Port of Spain
| 19. – 23. April Scorecard | Port of Spain | Australien 576-4d (132.5) & 238-3d (66.2) | – | West Indies 408 (119) & 288 (89.2) |
|                           |               | Australien gewinnt mit 118 Runs           |   |                                    |

### Dritter Test in Bridgetown
| 1. – 5. Mai Scorecard | Bridgetown | Australien 605-9d (154.3) & 8-1 (2.3) | – | West Indies 328 (128.5) & 284 (116) (f/o) |
|                       |            | Australien gewinnt mit 9 Wickets      |   |                                           |

### Vierter Test in St. John’s
| 9. – 13. Mai Scorecard | St. John’s | Australien 240 (72.1) & 417 (104) | – | West Indies 240 (65.3) & 418-7 (128.5) |
|                        |            | West Indies gewinnt mit 3 Wickets |   |                                        |

## One-Day Internationals

### Erstes ODI in Kingston
| 17. Mai Scorecard | Kingston | Australien 270-5 (50)                      | – | West Indies 205-8 (37/37) |
|                   |          | Australien gewinnt mit 2 Runs (D/L method) |   |                           |

### Zweites ODI in Kingston
| 18. Mai Scorecard | Kingston | West Indies 163 (49)             | – | Australien 166-2 (35.1) |
|                   |          | Australien gewinnt mit 8 Wickets |   |                         |

### Drittes ODI in Gros Islet
| 21. Mai Scorecard | Gros Islet | Australien 258-4 (50)          | – | West Indies 233-9 (50) |
|                   |            | Australien gewinnt mit 25 Runs |   |                        |

### Viertes ODI in Port of Spain
| 24. Mai Scorecard | Port of Spain | Australien 286-5 (50)          | – | West Indies 219 (45.3) |
|                   |               | Australien gewinnt mit 67 Runs |   |                        |

### Fünftes ODI in Port of Spain
| 25. Mai Scorecard | Port of Spain | West Indies 290-5 (50)          | – | Australien 251-9 (50) |
|                   |               | West Indies gewinnt mit 39 Runs |   |                       |

### Sechstes ODI in St. George’s
| 30. Mai Scorecard | St. George’s | Australien 252 (50)               | – | West Indies 254-7 (48.4) |
|                   |              | West Indies gewinnt mit 3 Wickets |   |                          |

### Siebtes ODI in St. George’s
| 1. Juni Scorecard | St. George’s | Australien 247-8 (50)             | – | West Indies 249-1 (43.3) |
|                   |              | West Indies gewinnt mit 9 Wickets |   |                          |

## Statistiken
Die folgenden Cricketstatistiken wurden bei dieser Tour erzielt.
| Tests           | Tests       | Tests   | Tests   | Tests   | Tests   | Tests   | Tests   | Tests   |
| Batting         | Batting     | Batting | Batting | Batting | Batting | Batting | Batting | Batting |
| Spieler         | Mannschaft  | Spiele  | Innings | Runs    | Average | HS      | 100s    | 50s     |
| --------------- | ----------- | ------- | ------- | ------- | ------- | ------- | ------- | ------- |
| Brian Lara      | West Indies | 4       | 8       | 533     | 66,62   | 122     | 2       | 3       |
| Ricky Ponting   | Australien  | 3       | 5       | 523     | 130,75  | 206     | 3       | 0       |
| Justin Langer   | Australien  | 4       | 8       | 483     | 69,00   | 146     | 2       | 2       |
| Matthew Hayden  | Australien  | 4       | 8       | 379     | 63,16   | 177     | 2       | 0       |
| Darren Lehmann  | Australien  | 4       | 7       | 353     | 58,83   | 160     | 1       | 2       |
| Bowling         |             |         |         |         |         |         |         |         |
| Spieler         | Mannschaft  | Spiele  | Overs   | Wickets | Average | BBI     | 5W      | 10W     |
| Stuart MacGill  | Australien  | 4       | 204.1   | 20      | 33,90   | 5/75    | 1       | 0       |
| Jason Gillespie | Australien  | 4       | 168.4   | 17      | 20,76   | 5/39    | 1       | 0       |
| Brett Lee       | Australien  | 4       | 144.3   | 17      | 28,88   | 4/63    | 0       | 0       |
| Jermaine Lawson | West Indies | 3       | 88.4    | 14      | 26,42   | 7/78    | 1       | 0       |
| Andy Bichel     | Australien  | 4       | 103     | 11      | 31,45   | 3/21    | 0       | 0       |
| Mervyn Dillon   | West Indies | 3       | 123.1   | 11      | 44,54   | 4/112   | 0       | 0       |
| Vasbert Drakes  | West Indies | 4       | 151.1   | 11      | 46,63   | 5/93    | 1       | 0       |

| ODIs            | ODIs        | ODIs    | ODIs    | ODIs    | ODIs    | ODIs    | ODIs    | ODIs    |
| Batting         | Batting     | Batting | Batting | Batting | Batting | Batting | Batting | Batting |
| Spieler         | Mannschaft  | Spiele  | Innings | Runs    | Average | HS      | 100s    | 50s     |
| --------------- | ----------- | ------- | ------- | ------- | ------- | ------- | ------- | ------- |
| Wavell Hinds    | West Indies | 5       | 5       | 352     | 117,33  | 125*    | 2       | 1       |
| Chris Gayle     | West Indies | 7       | 7       | 275     | 39,28   | 84      | 0       | 2       |
| Andrew Symonds  | Australien  | 7       | 7       | 275     | 45,83   | 77      | 0       | 2       |
| Brian Lara      | West Indies | 7       | 7       | 242     | 40,33   | 80      | 0       | 2       |
| Adam Gilchrist  | Australien  | 6       | 6       | 212     | 35,33   | 84      | 0       | 2       |
| Bowling         |             |         |         |         |         |         |         |         |
| Spieler         | Mannschaft  | Spiele  | Overs   | Wickets | Average | BBI     | 5W      | 10W     |
| Brett Lee       | Australien  | 6       | 48.4    | 11      | 22,36   | 3/50    | 0       | 0       |
| Chris Gayle     | West Indies | 7       | 65      | 11      | 27,18   | 5/46    | 1       | 0       |
| Glenn McGrath   | Australien  | 6       | 51      | 7       | 28,00   | 4/31    | 0       | 0       |
| Mervyn Dillon   | West Indies | 7       | 66      | 7       | 45,42   | 3/40    | 0       | 0       |
| Jason Gillespie | Australien  | 5       | 46      | 6       | 30,00   | 2/30    | 0       | 0       |
| Andy Bichel     | Australien  | 5       | 42      | 6       | 38,00   | 2/27    | 0       | 0       |
| Corey Collymore | West Indies | 7       | 64.1    | 6       | 50,66   | 2/25    | 0       | 0       |

## Player of the Series
Als Player of the Series wurden die folgenden Spieler ausgezeichnet.
| Serie | Player of the Series |
| ----- | -------------------- |
| Test  | Ricky Ponting        |
| ODI   | Wavell Hinds         |

### Player of the Match
Als Player of the Match wurden die folgenden Spieler ausgezeichnet.
| Spiel   | Player of the Match    |
| ------- | ---------------------- |
| 1. Test | Justin Langer          |
| 2. Test | Ricky Ponting          |
| 3. Test | Stuart MacGill         |
| 4. Test | Shivnarine Chanderpaul |
| 1. ODI  | Ricky Ponting          |
| 2. ODI  | Glenn McGrath          |
| 3. ODI  | Michael Clarke         |
| 4. ODI  | Adam Gilchrist         |
| 5. ODI  | Brian Lara             |
| 6. ODI  | Wavell Hinds           |
| 7. ODI  | Chris Gayle            |